# حسین کمالی (پژوهشگر)
حسین کمالی اسلام‌پژوه ایرانی و صاحب کرسی امام علی در دانشگاه بین‌المللی دین و صلح هارتفورد است. او پیش‌تر استادیار گروه فرهنگ، اسلام‌شناسی و تاریخ خاورمیانه و آسیا در کالج برنارد در دانشگاه کلمبیا بود.
او دورهٔ کارشناسی ارشد را در رشته ریاضیات، آمار و عملیات در دانشگاه نیویورک در سال ۱۹۹۶ و دوره دکتری تاریخ را در دانشگاه کلمبیا در سال ۲۰۰۴ به پایان رساند.

## فعالیت‌ها
او در پاسخ به نظرات اکبر گنجی دربارهٔ قرآن، مقاله‌ای منتشر کرد که در آن آمده بود: «فرهنگ و اندیشهٔ اسلامی حاشیه‌ای است که مسلمانان در طیّ چهارده قرن بر متن مقدّس قرآن کریم نوشته و فراهم آورده‌اند.»
او در اعتراض به شیوه خبررسانی دربارهٔ فوت شجاع‌الدین شفا، همکاری خود را با جرس متوقف کرد.
او در مقاله‌ای دیگر به انتقاد از مخالفان جمهوری اسلامی پرداخت.